# Þórufoss
Der Þórufoss ist ein Wasserfall im Hauptstadtgebiet von Island.
Dieser Wasserfall liegt 1,5 km nordwestlich des Sees Stíflisdalsvatn, dessen Abfluss die Laxá í Kjós ist.
Gut 100 m neben dem Kjósaskarðvegur  fällt das Wasser um 12 m in die Tiefe.
Die Straße verbindet den Hvalfjörður mit Þingvellir.

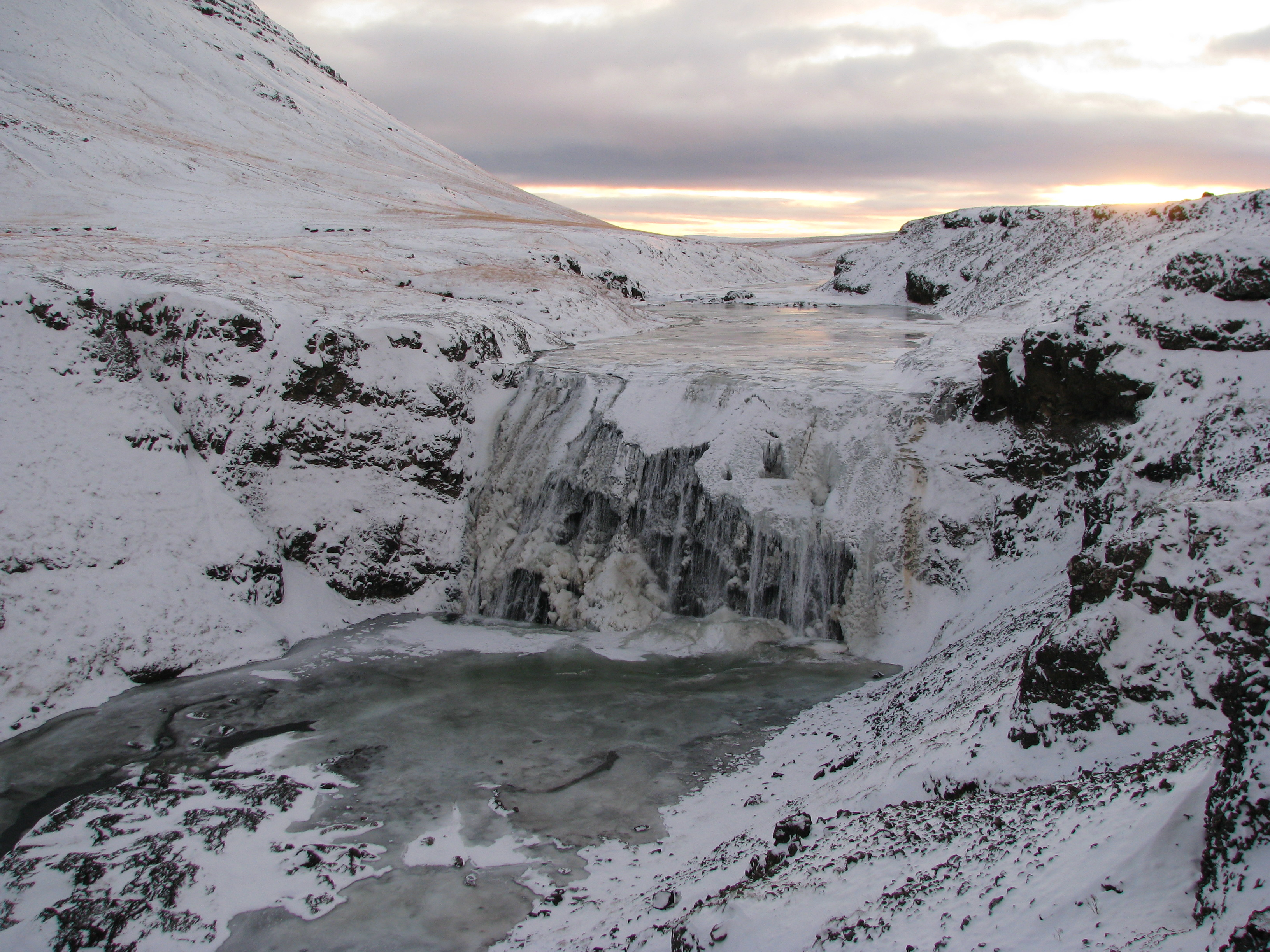
Der Þórufoss im Winter

Flussabwärts folgt der Pokafoss.